# Earle Rodney
Pour les articles homonymes, voir Rodney.
Earle Rodney, parfois crédité Earl Rodney, de son vrai nom Earle Rodney Hupp, est un acteur, réalisateur et scénariste canadien né le 4 juin 1888 à Toronto (Ontario), et mort le 16 décembre 1932 à Los Angeles (Californie).

## Filmographie

### Comme réalisateur
- 1925 : Hot Doggie
- 1926 : Broken China
- 1926 : Sure Fire
- 1926 : The Perils of Petersboro
- 1926 : The Prodigal Bridegroom
- 1926 : Till We Eat Again
- 1926 : Wireless Lizzie
- 1926 : Yes, Yes, Babette
- 1927 : A Dozen Socks
- 1927 : Catalina, Here I Come
- 1927 : Crazy to Act (en)
- 1927 : Don't Fire
- 1927 : For Sale a Bungalow
- 1927 : Here Comes Precious
- 1927 : Love in a Police Station
- 1927 : The Bull Fighter
- 1927 : The College Kiddo
- 1929 : Clancy at the Bat
- 1929 : The Lunkhead
- 1929 : The New Aunt
- 1929 : Uppercut O'Brien
- 1931 : The Bride's Mistake

### Comme acteur
- 1915 : Crooked to the End de Mack Sennett
- 1916 : A Village Vampire de Edwin Frazee
- 1916 : An Oily Scoundrel de Edwin Frazee
- 1916 : Bucking Society de William Campbell
- 1916 : Love Will Conquer de Edwin Frazee
- 1917 : A Bachelor's Finish de John Francis Dillon
- 1917 : An Interrupted Honeymoon de Charles Avery
- 1917 : Honest Thieves de H. C. Matthews
- 1917 : Secrets of a Beauty Parlor de Harry Williams
- 1917 : The Nick of Time Baby de Clarence Badger
- 1918 : Know Thy Wife de Al Christie
- 1918 : Naughty, Naughty! de Jerome Storm
- 1918 : The Biggest Show on Earth de Jerome Storm
- 1918 : The City of Tears de Elsie Jane Wilson
- 1918 : The Keys of the Righteous de Jerome Storm
- 1919 : A Full House de Al Christie
- 1919 : Anybody's Widow de Al Christie
- 1919 : Brides for Two de William Beaudine
- 1919 : Dangerous Nan Mcgrew de Scott Sidney
- 1919 : Oh, Susie, Be Careful de Scott Sidney
- 1919 : Shades of Shakespeare de Al Christie
- 1919 : Two A.M. de Al Christie
- 1919 : Welcome Home de Al Christie
- 1919 : You Couldn't Blame Her de Al Christie
- 1920 : A Roman Scandal de Al Christie
- 1920 : Her Bridal Nightmare de Al Christie
- 1920 : Monkey Shines de Al Christie
- 1920 : Save Me, Sadie de William Beaudine
- 1920 : Shuffle the Queens de William Beaudine
- 1921 : Afraid of His Wife de Scott Sidney
- 1921 : Chicken Hearted de Scott Sidney
- 1921 : Dead Easy de William Beaudine
- 1921 : Ducks de Al Christie
- 1921 : Kiss and Make Up de Al Christie
- 1921 : Saving Sistie Susie de Al Christie
- 1921 : The Reckless Sex de Al Christie
- 1921 : Wedding Blues de Al Christie
- 1922 : Choose Your Weapons de Al Christie
- 1922 : Cold Feet de Al Christie
- 1922 : One Stormy Knight de Al Christie
- 1922 : Tis the Bull de Harold Beaudine
- 1923 : Back to the Woods de Scott Sidney
- 1923 : Beyond Childhood de Harold Beaudine
- 1924 : Savage Love de Scott Sidney
- 1925 : Why Hesitate? de Archie Mayo
- 1929 : The Bees' Buzz de Mack Sennett
- 1929 : Whirls and Girls de Mack Sennett